# Panama i olympiska sommarspelen 1976
Panama deltog i de olympiska sommarspelen 1976 med en trupp bestående av åtta deltagare, sju män och en kvinna, vilka deltog i 13 tävlingar i fem sporter. Ingen av landets deltagare erövrade någon medalj.

## Brottning
- Segundo Olmedo

## Friidrott
- Guy Abrahams

## Judo
- Jorge Comrie